# Matthias Dorfer
Matthias Dorfer (* 7. März 1993) ist ein ehemaliger deutscher Biathlet. Er gewann 16 Medaillen bei Deutschen Meisterschaften und erreichte 2016 im Weltcup einen Staffel-Podestplatz. 

## Karriere
Matthias Dorfer startet für den SV Marzoll und arbeitet als Sportsoldat bei der Bundeswehr.
Seine ersten internationalen Rennen bestritt Dorfer im Rahmen der Biathlon-Juniorenweltmeisterschaften 2012 in Kontiolahti, wo er Fünfter des Einzels wurde und nach einem 14. Rang im Sprint in der Verfolgung hinter Johannes Thingnes Bø noch auf Rang zwei laufen und die Silbermedaille gewinnen konnte. Mit Niklas Homberg und Maximilian Janke gewann er zudem die Bronzemedaille im Staffelrennen. Weitaus schwächer waren die Leistungen im Jahr darauf in Obertilliach, wo Dorfer 26. des Einzels und mit der Staffel disqualifiziert wurde. 2014 kamen in Presque Isle die Ränge sechs im Sprint, vier in der Verfolgung und sieben im Einzel hinzu. Mit Philipp Nawrath, Roman Rees und Alexander Ketzer gewann er im Staffelrennen den Weltmeistertitel.
Dorfer debütierte im Dezember 2013 im IBU-Cup in Obertilliach und gewann sogleich als 20. erste Punkte. Bis zur Saison 2015/16 konnte sich Dorfer langsam stetig verbessern und lief in Ridnaun an der Seite von Luise Kummer hinter Anaïs Chevalier und Aristide Bègue erstmals im Single-Mixed-Staffel als Zweitplatzierter unter die besten Zehn und zugleich auf das Podest. In Obertilliach folgte wenig später mit Rang sieben im Einzel die erste Top-Ten-Platzierung in einem Einzelrennen.
Bei den Biathlon-Europameisterschaften 2016 in Tjumen konnte Dorfer erneut an der Seite von Luise Kummer im erstmals ausgetragenen Single-Mixed-Rennen hinter Wiktorija Sliwko und Anton Babikow aus Russland die Silbermedaille gewinnen. In Martell verpasste er mit zwei vierten Rängen in zwei Sprintrennen knapp erste Podiumsplatzierungen in Einzelrennen. Trotz durchwachsener Leistungen zum Auftakt der Saison 2016/17 im IBU-Cup wurde Dorfer für die zweite Weltcup-Station in Pokljuka nominiert. Bei einem fehlerfreien Rennen konnte er als 37. erste Punkte gewinnen und sich für das Verfolgungsrennen qualifizieren, wo er sich trotz dreier Schießfehler um einen Platz verbesserte. Nach dem Ausfall von Arnd Peiffer wurde er zudem überraschend für das abschließende Staffelrennen nominiert. An der Seite von Erik Lesser, Benedikt Doll und Simon Schempp blieb er als einziger Deutscher ohne Fehler und hielt damit trotz zum Ende nachlassender Kraft im Laufen die deutsche Staffel nach vielen Nachladern Lessers im Rennen. Am Ende erreichte er mit der Staffel als Drittplatzierter seine erste Podiumsplatzierung im Weltcup.
National gewann Dorfer mit der Staffel Bayerns an der Seite von Johannes Kühn und Florian Graf 2013 mit der Vizemeisterschaft seine erste nationale Medaille bei den Männern. 2014 wurde er mit Matthias Bischl und Graf erneut Vizemeister im Staffelrennen. 2015 gehörte Dorfer nicht mehr zur ersten, sondern zur dritten Staffel Bayerns, gewann aber dennoch mit den anderen Nachwuchsläufern Korbinian Raschke und Niklas Homberg die Bronzemedaille. Ein Jahr später gewann Dorfer hinter Simon Schempp und Daniel Böhm im Sprintrennen mit der Bronzemedaille seine erste Einzelmedaille bei Deutschen Meisterschaften. Im Massenstartrennen musste er sich einzig Arnd Peiffer geschlagen geben. In der Pokalwertung belegte er Rang drei.

## Biathlon-Weltcup-Platzierungen
Die Tabelle zeigt alle Platzierungen (je nach Austragungsjahr einschließlich Olympische Spiele und Weltmeisterschaften).
- 1.–3. Platz: Anzahl der Podiumsplatzierungen
- Top 10: Anzahl der Platzierungen unter den ersten zehn (einschließlich Podium)
- Punkteränge: Anzahl der Platzierungen innerhalb der Punkteränge (einschließlich Podium und Top 10)
- Starts: Anzahl gelaufener Rennen in der jeweiligen Disziplin

| Platzierung | Einzel | Sprint | Verfolgung | Massenstart | Staffel | Gesamt |
| ----------- | ------ | ------ | ---------- | ----------- | ------- | ------ |
| 1. Platz    |        |        |            |             |         |        |
| 2. Platz    |        |        |            |             |         |        |
| 3. Platz    |        |        |            |             | 1       | 1      |
| Top 10      |        |        |            |             | 1       | 1      |
| Punkteränge |        | 1      | 1          |             | 1       | 3      |
| Starts      |        | 2      | 1          |             | 1       | 4      |